# Aj (přítok Ufy)
Aj (baškirsky Әй, rusky Ай) je řeka v Baškortostánu a v Čeljabinské oblasti v Rusku. Je 549 km dlouhá. Povodí má rozlohu 15 000 km².

## Průběh toku
Pramení na svazích Uraltau. Na horním toku teče v mezihorské kotlině směrem na sever. Poté se obrací na západ a protéká skrze několik hřbetů. Na dolním toku se na Ufské planině nachází krasové území. Ústí zleva do Ufy (povodí Kamy).

## Vodní stav
Zdrojem vody jsou převážně sněhové srážky. Průměrný roční průtok vody činí přibližně 80 m³/s. Zamrzá na konci října až na začátku listopadu a rozmrzá v polovině dubna.

## Využití
Na řece byly vybudovány přehradní nádrže. Leží na ní město Zlatoust.